# Hrvatski državni sabor
Hrvatski državni sabor je naziv koji se za hrvatski parlament koristio još početkom 20. vijeka, tačnije 1918. godine kada je Hrvatska raskinula državnopravne veze s Austrougarskom. Pošto je hrvatski parlament bio nasilno ukinut za vrijeme Kraljevina SHS (Jugoslavije), četrdesetih godina 20. vijeka u sklopu tadašnjeg svjetskog poretka, hrvatska država je ponovo uspostavila parlamentarno tijelo vlasti. Međutim, Hrvatski državni sabor je tokom 1942. godine u NDH bio samo simbolična institucija reprezentativnog karaktera. Osnovan je zakonskom odredbom poglavnika Ante Pavelića 24. januara 1942. godine. poglavnik je u njega imenovao zastupnike jer izbori za njegov saziv nikad nisu održani, što je bila posljedica totalitarnog karaktera države. Sabor je imao samo savjetodavnu funkciju, bez ikakve stvarne političke moći, a sazivan je na po nekoliko dana u februaru, aprilu i decembru 1942. godine.
U savremenoj, nezavisnoj i demokratskoj hrvatskoj državi, Saboru je ponovno vraćeno ime Hrvatski državni sabor, u razdoblju od 1997. pa do 2000. godine, nakon čega je ustavnim promjenama izglasan današnji naziv Hrvatski sabor.

## Pozadina nastanka naziva
Hrvatski sabor je privremeno ukinut nakon donošenja Vidovdanskog ustava, ali neposredno prije toga Sabor je djelovao pod imenom Hrvatski državni sabor. Iako se naziv nije dugo zadržao u javnom životu, bio je aktuelan u vrijeme Države SHS i u počecima nastanka nove državne tvorevine. Takođe, hrvatski zastupnici iz Skupštine Kraljevine Jugoslavije (gotovo svi iz HSS-a) u to doba su se povremeno sastajali kao Hrvatsko narodno predstavništvo; s njima su od sporazuma Stjepana Radića i Svetozara Pribićevića, kojim je bila stvorena Seljačko-demokratska koalicija, obično usko sarađivali i predstavnici Srba Prečana. Sporazumom Cvetković—Maček bilo je predviđeno ponovno uspostavljanje Hrvatskog sabora, do čega nije došlo zbog izbijanja rata.

## Osnivanje Hrvatskog državnoga sabora u NDH
U Nezavisnoj Državi Hrvatskoj nikada nije bilo izabranih predstavničkih tijela vlasti (izabrane skupštine) ni na kojem nivou teritorijalne organizacije (opštine, kotari, velike župe, država). U prvim danima ustaške vlasti, sve postojeće skupštine su ukinute, a sve političke stranke zabranjene. Hrvatski državni sabor je sazvan bez izbora te je poglavnikovom odlukom određeno ko će biti saborski zastupnik. Na zasjedanje HDS-a bilo je pozvano 217 zastupnika. Od HSS-ovaca, međutim, nisu svi bili pozvani (pa ni sam Vladko Maček, koji je u to doba bio interniran u Jasenovcu, a neki se pozivu nisu odazvali.
| Kategorija | Broj zastupnika |
| --- | --------------- |
| Živući zastupnici posljednjeg saziva Sabora Kraljevine Hrvatske, Dalmacije i Slavonije                                                                                  | 12              |
| Narodni zastupnici posljednjeg saziva jugoslovenske skupštine 92 člana HSS-a 13 članova JMO 2 člana HSRS-a 2 člana liste Ujedinjene opozicije 1 član Hrvatske zajednice | 110             |
| Osnivači Hrvatske seljačke stranke | 4               |
| Članovi vijeća Hrvatske stranke prava izabrani 1919. | 35              |
| Članovi Glavnog ustaškog stana | 28              |
| Predstavnici njemačke narodne grupe | 2               |
| Predstavnici hrvatskih pravoslavaca | 4               |

### Prvo zasjedanje
Prvo zasjedanje Hrvatskog državnoga sabora je održano od 23. do 28. februara 1942. godine. Sjednicama su, pored zastupnika, prisustvovali svi članovi vlade, diplomatski zbor te visoki dostojanstvenici crkvenih zajednica, katoličke, islamske i evangeličke. Zasjedanje Sabora otvorio je i vodio najstariji zastupnik, Marko Došen. Na početku zasjedanja Pavelić je pročitao svoju poslanicu. Govorio je o obnovi hrvatske države, za što su zaslužni „snaga oružja i pravdoljubivost naših saveznika i prijatelja, Njemačke i Italije” i oružana borba „Hrvatskog ustaškog pokreta i cijelog hrvatskog naroda”. U obnovljenoj državi, naglasio je Pavelić, sada uskrsava i Sabor, ukinut silom i prevarom 1918. godine. Saboru se, 27. februara, obratio i vojskovođa i doglavnik Slavko Kvaternik, opširnim izvješćem o Hrvatskom domobranstvu.
Na ovom zasjedanju, Hrvatski državni sabor je prihvatio prijedlog narodnog zastupnika fra Mirka Košutića da se donese odluka o ništavnosti svih propisa koji su doneseni u razdoblju od 1. decembra 1918. do 10. aprila 1941. godine, a tiču se hrvatskog naroda i njegove samostalnosti. Sabor je istovremeno pozdravio i prihvatio sve državnopravne činove od uspostave Nezavisne Države Hrvatske.
Nakon zaključene rasprave, Sabor je mogao donositi odluke pristankom dvije trećine prisutnih zastupnika. Tako izglasane odluke su nakon predsjednikovog proglašenja postajale saborski zaključak, a zadobijale bi zakonsku moć nakon što ih potpiše poglavnik te nakon objave u Narodnim novinama. Time je pokazana i funkcija Sabora. On je bio institucija u kojoj se samo proglašavaju određeni potezi unutrašnje i spoljašnje politike, koje su inače bile u rukama poglavnika.

### Zastupnički memorandum
Uprkos jasnom ozračju totalitarne države, u Saboru je ipak došlo do kritičkih istupa. Grupa od 38 zastupnika (28 iz HSS-a, nekoliko iz JMO i nekoliko samostalnih zastupnika) zajedno s predsjednikom Sabora Markom Došenom i Vinkom Kriškovićem, predala je Paveliću memorandum kojim se zahtijevalo oslobađanje iz logora svih osoba i grupa zarobljenih po načelu kolektivne odgovornosti. U istom je memorandumu postavljeno pitanje kako je moguće Dalmaciju, koja je kolijevka hrvatske državnosti, prepustiti Musoliniju i to od režima koji sebe smatra prohrvatskim. Postavljeno je i pitanje gdje se nalazi Vladko Maček i na osnovu kojih zakonskih propisa mu je oduzeta sloboda. Pavelić je u govoru pred Saborom posljednjeg dana zasjedanja, 28. februara, odgovorio da je Maček upućen na „prisilni boravak” da ne bi dolazio u dodir s ljudima koji održavaju veze s inostranstvom, odnosno s predstavnicima HSS-a u emigrantskoj vladi. Maček je ipak u martu 1942. godine iz Jasenovca prebačen u kućni pritvor na svoje imanje u Kupincu.

### Stalni odbori
Hrvatski državni sabor je prema poslovniku imao stalne odbore i odbore po potrebi. Stalni su bili „odbori za rizničarske poslove, narodno gospodarstvo i promet, nastavne poslove, pravosudne i bogoštovne poslove, zdravstvene poslove, društvovno-udružbene poslove, molbenice, ovjerovljenje članstva sabora i nepovrijedivost, saborske poslove, te za upravne poslove”. Premda su odbori bili formirani, oni u odnosu na vladu nisu imali nikakvih kompetencija. U njima su se mogle samo voditi rasprave s predstavnicima i davati mišljenje, ali i to je sve bilo epizodnog karaktera.

### Predsjedništvo
Predsjedništvo Hrvatskog državnog sabora činili su predsjednik Marko Došen, potpredsjednici dr. Ivan Najcan iz HSS-a i dr Ismetbeg Gavran Kapetanović iz JMO-a te bilježnici dr Savo Besarović (predstavnik hrvatskih pravoslavaca) i Mesud Kulenović (član HSS-a).

### Ukidanje
Nakon prvog zasjedanja u februaru 1942. godine, Pavelić je najavljivao da će se pristupiti izradi zakonskih odredbi o novom Saboru, ali do toga nikada nije došlo. Sabor se sastao još samo dvaput, u aprilu i decembru 1942. godine, opet samo kao reprezentativno tijelo. Do konca NDH više se nije sastajao.

## Literatura
- Kisić Kolanović, Nada (1996). Andrija Hebrang. Iluzije i otrežnjenja. Zagreb, Institut za suvremenu povijest.
- Matković, Hrvoje (1994). Povijest Nezavisne države Hrvatske. Zagreb, Naklada P.I.P. Pavičić. str. 77—81.